# Kevin Spurgeon

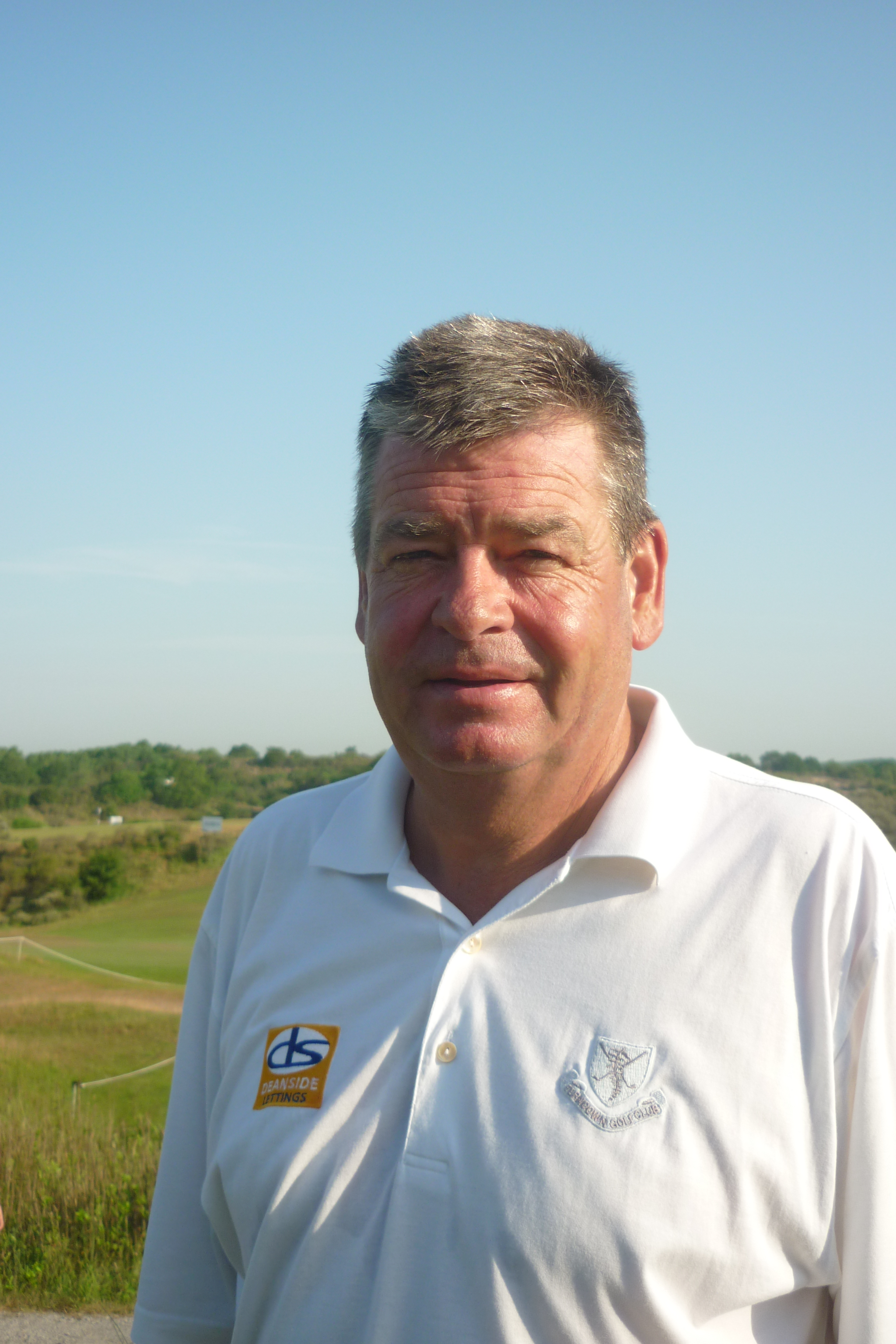
Van Lanschot Senior Open.

Kevin Peter Spurgeon (Londen, 21 april 1955) is een golfprofessional uit Engeland.
Zijn vader Keith Spurgeon zat bij Tottenham Hotspur en werd in 1961/62 coach van Ajax, dus een deel van Kevin's jeugd bracht hij in Amsterdam door. Ze woonden vlak bij Stadion De Meer. Uit die tijd kent hij Johan Cruijff en zijn broer Henny. Later werd Keith coach in Dallas en verhuisde het gezin mee.
Spurgeon werd in 1974 club-golfprofessional. Hij speelt sinds 2005 op de Europese Senior Tour. Zijn tweede echtgenote Eleonore (Elly), met wie hij in 2003 trouwde, reist meestal met hem mee. 
In 2005 eindigde hij zes keer in de top-10 en won de Hardy Rookie of the Year Award. Hij werd onder andere derde bij de European Senior Masters op Woburn, achter Mark James en Sam Torrance. In 2007 werd hij tweede in Ierland achter Costantino Rocca. Hij staat steeds in de top-50 op de Order of Merit. 
Op 13 december 2009 won hij het eerste Mauritius Open, het eerste toernooi van de Senior Tour van seizoen 2010. 

## Gewonnen
- 2009: Mauritius Commercial Bank Open